# Dan Hartman
Daniel Earl "Dan" Hartman (8. december 1950 – 22. marts 1994) var en amerikansk sanger, sangskriver, musikproducer og multiinstrumentalist. Har skrev en række hits, herunder "Free Ride" med The Edgar Winter Group og som soloartist "Instant Replay", "We Are The Young", "I Can Dream About You" (1984) og "Second Nature". Sammen med Charlie Midnight skrev han sangen Living in America, der blev et stort hit for James Brown og opnåede en fjerdeplads på den amerikanske Billboard Hot 100 i 1985.
Som musiker spillede Dan Hartman kortvarigt med Johnny Winter inden han blev en del af Johnnys lillebror Edgar Winters band, The Edgar Winter Group, hvor han spillede el-bas. Som medlem af Edgar Winter Group skrev han flere af sangene sammen med gruppens øvrige medlemmer og var endvidere forsanger på en del af numrene, herunder gruppens næststørste hit "Free Ride" fra 1972.
Han udgav to album i eget navn i 1976 (Who Is Dan Hartman and Why Is Everyone Saying Wonderful Things About Him? og Images) og arbejdede herefter i 1977 som producer for Johnny Winter og med Muddy Waters, der indspillede materiale i Hartmans pladestudie.
Han udsendte i 1978 singlen "Instant Replay", der blev nr. 1 på de amerikanske Dance Charts og fik en plads som nr. 29 på Billboard Hot 100. Singlen "We Are the Young" fra 1985 nåede ligeledes nr. 1 på Dance Charts.
Han arbejdede som producer og sangskriver bl.a. sammen med Tina Turner, Dusty Springfield, Joe Cocker, Bonnie Tyler, Paul Young, James Brown, Nona Hendryx, Holly Johnson, Living in a Box, the Plasmatics og Steve Winwood.
Han døde i 1994 af en hjernesvulst.

## Album i eget navn
- Who Is Dan Hartman? (1976)
- Images (1976)
- Instant Replay (1978) No. 80 U.S.
- Relight My Fire (1979) No. 89 U.S.
- It Hurts to Be in Love (1981)
- April Music (1981)
- I Can Dream About You (1984) No. 55 U.S.
- White Boy (ikke udgivetd) (1986)
- New Green Clear Blue (1989)
- Keep the Fire Burnin' (1994)
- Super Hits (2004)